# Podilla Tarnopol
Podilla Tarnopol (oficjalna nazwa: Ukraińskie Sportowe Towarzystwo „Podilla” Tarnopol, ukr. Українське Спортове Товариство "Поділля" Тарнопіль) – austriacki i polski klub piłkarski z siedzibą w Tarnopolu, założony jesienią 1908 przez społeczność ukraińską. Rozwiązany podczas II wojny światowej.

## Historia
Piłkarska drużyna Podilla została założona przez uczniów ruskiego gimnazjum w Tarnopolu jesienią 1908 roku, chociaż faktyczna formalizacja tego stowarzyszenia miała miejsce w 1909 roku w środowisku gimnazjum. Pierwszy w historii sportu tarnopolskiego mecz piłki nożnej został rozegrany 21 sierpnia 1909 roku między „Kresami” a „Podilla”, w którym kresowianie wygrali 4:1. Zawody odbywały się na boisku za Parkiem Miejskim. Na początku klub zmagał się tylko z innymi ukraińskimi klubami Kresów Wschodnich (Ukraina Lwów, Sianowa Czajka Przemyśl, Skała Stryj, Prołom Stanisławów), tak jak prowadzić spotkania z klubami innych narodowości zabraniał Ukraiński Sportowy Sojusz. Dopiero w 1928 ukraińskie kluby przystąpiły do rozgrywek, organizowanych przez PZPN (niemieckie cztery lata wcześniej).
W kwietniu 1928 r. powstał tarnopolski podokręg LOZPN (Lwowski Okręgowy Związek Piłki Nożnej) dla rozgrywek w klasie B i C, w których występował zespół piłkarski Podilla.
We wrześniu 1939, kiedy wybuchła II wojna światowa, klub przestał istnieć.

## Derby
- Kresy Tarnopol
- Gordon Tarnopol
- Legion Tarnopol
- Strzelec Tarnopol
- WKS 54 pp Tarnopol
- Meta Tarnopol
- Zoria Tarnopol
- Jehuda Tarnopol
- Hapoel Tarnopol
- ŻRKS Tarnopol

## Inne
- Nywa Tarnopol
- FK Tarnopol
- Budiwelnyk Tarnopol